# Сач
Сач или вршник је метални, керамички или земљани поклопац сферног облика, под којим се на огњишту пече: хлеб, лепиња, пита, месо и слично. 
Настали су од комбинације црепуље, али без рупе на средини дна и поклопца – сача. Термином сач у Србији, обично се подразумева метални поклопац који је још у 19. веку заменио вршник, поклопац који је пратио црепуљу. Реч потиче из турског језика saç.
За овај начин спремања хране користи се и израз црепуља, пошто поклопац може бити од печене земље сличне црепу (начин прављења посуде је исти као за прављење црепа).

## Метални сач
Метални сач се састоји од више делова (видети слику лево)
- Метална тава у којој се пече месо или лепиња
- Сач - дефакто поклопац таве. Запазити да поклопац има метални прстен да се и са горње стране може стављати жар.
- Меха - лопетица/жарач која служи са распириване ватре, додавање жари али и за скидање усијаног сача на крају печења
- Ногари - на које се смешта тава та би се испод ње лакше распоредио жар - ватра

Оригинални сач се састоји само од поклопца, а пече се како у црепуљи тако и на голој земљи.

## Начин припреме хране испод сача
У отвореном ложишту, разгрне се ватра у средини и на то место, дакле у огњишту, ставља се црепуља са храном. Потом се преко ње ставља сач, и све то се затрпава жаром. После одређеног времена које је потребно да се храна испече, жар и пепео се жарачем или лопатицом скину са сача, сач се жарачем подигне и печени предмет се узме из црепуље. Има случајева, нпр када се пече погача, да се не користи црепуља, већ се тесто ставља директно на земљу и само покрива сачем. Јела спремљена на овакав начин спадају у етно специјалитете у Србији, Босни и Херцеговини и Црној Гори.
Има случајева, када се нпр. пече погача или хлеб, да се не користи црепуља (или друга посуда), већ се тесто ставља директно на загрејану камену плочу или циглама поплочано огњиште, претходно загрејано и очишћено од жара и пепела и само покрива сачем — вршником и жаром одозго.